# World Grand Prix 2003
L'XI World Grand Prix di pallavolo femminile si è svolto dal 21 luglio al 3 agosto 2003. Dopo la fase a gironi che si è giocata dal 21 al 26 luglio, la fase finale, a cui si sono qualificate le prime cinque squadre nazionali classificate tra i due gironi di qualificazione, più l'Italia, paese ospitante, si è svolta dal 28 luglio al 3 agosto a Andria, Matera e Gioia del Colle, in Italia. La vittoria finale è andata per la prima volta alla Cina.

## Squadre partecipanti

### Asia
- Cina
- Corea del Sud
- Giappone
- Thailandia

### Europa
- Germania
- Italia
- Paesi Bassi
- Russia

### America
- Brasile
- Canada
- Cuba
- Stati Uniti

## Gironi

### Palasport
Gioia del Colle, Matera
| Girone A                                              | Girone B                                            |
| ----------------------------------------------------- | --------------------------------------------------- |
| Cuba Germania Giappone Italia Paesi Bassi Stati Uniti | Brasile Canada Corea del Sud Cina Russia Thailandia |

## Podio

### Campione
Formazione: 2 Feng Kun, 3 Yang Hao, 4 Liu Yanan, 6 Li Shan, 7 Zhou Suhong, 8 Zhao Ruirui, 9 Zhang Yuehong, 10 Chen Jing, 12 Song Nina, 14 Wang Lina, 16 Zhang Na, 18 Zhang Ping, CT: Chen Zhonghe

### Secondo posto
Formazione: 1 Tat'jana Gorškova, 2 Irina Tebenichina, 3 Anastasija Belikova, 5 Ol'ga Fateeva, 7 Natal'ja Safronova, 8 Evgenija Artamonova, 9 Elizaveta Tiščenko, 10 Ol'ga Čukanova, 11 Ekaterina Gamova, 12 Marina Šešenina, 14 Elena Plotnikova, 16 Elena Sennikova, CT: Nikolaj Karpol'

### Terzo posto
Formazione: 1 Prikeba Phipps, 2 Danielle Scott, 3 Tayyiba Haneef, 4 Lindsey Berg, 5 Stacy Sykora, 7 Heather Bown, 10 Elisha Thomas, 11 Greichaly Cepero, 13 Tara Cross, 15 Logan Tom, 16 Sarah Noriega, 18 Nancy Meendering, CT: Yoshida Toshiaki

## Classifica finale
| Classifica | Squadre       |
| ---------- | ------------- |
|            | Cina          |
|            | Russia        |
|            | Stati Uniti   |
| 4          | Paesi Bassi   |
| 5          | Italia        |
| 6          | Corea del Sud |
| 7          | Germania      |
| 7          | Brasile       |
| 9          | Giappone      |
| 9          | Thailandia    |
| 11         | Cuba          |
| 11         | Canada        |